# Chaumont (Górna Marna)
Chaumont – miejscowość i gmina we Francji, w regionie Grand Est, w departamencie Górna Marna.
Według danych na rok 1990 gminę zamieszkiwało 27 041 osób, a gęstość zaludnienia wynosiła 489 osób/km².

## Galeria

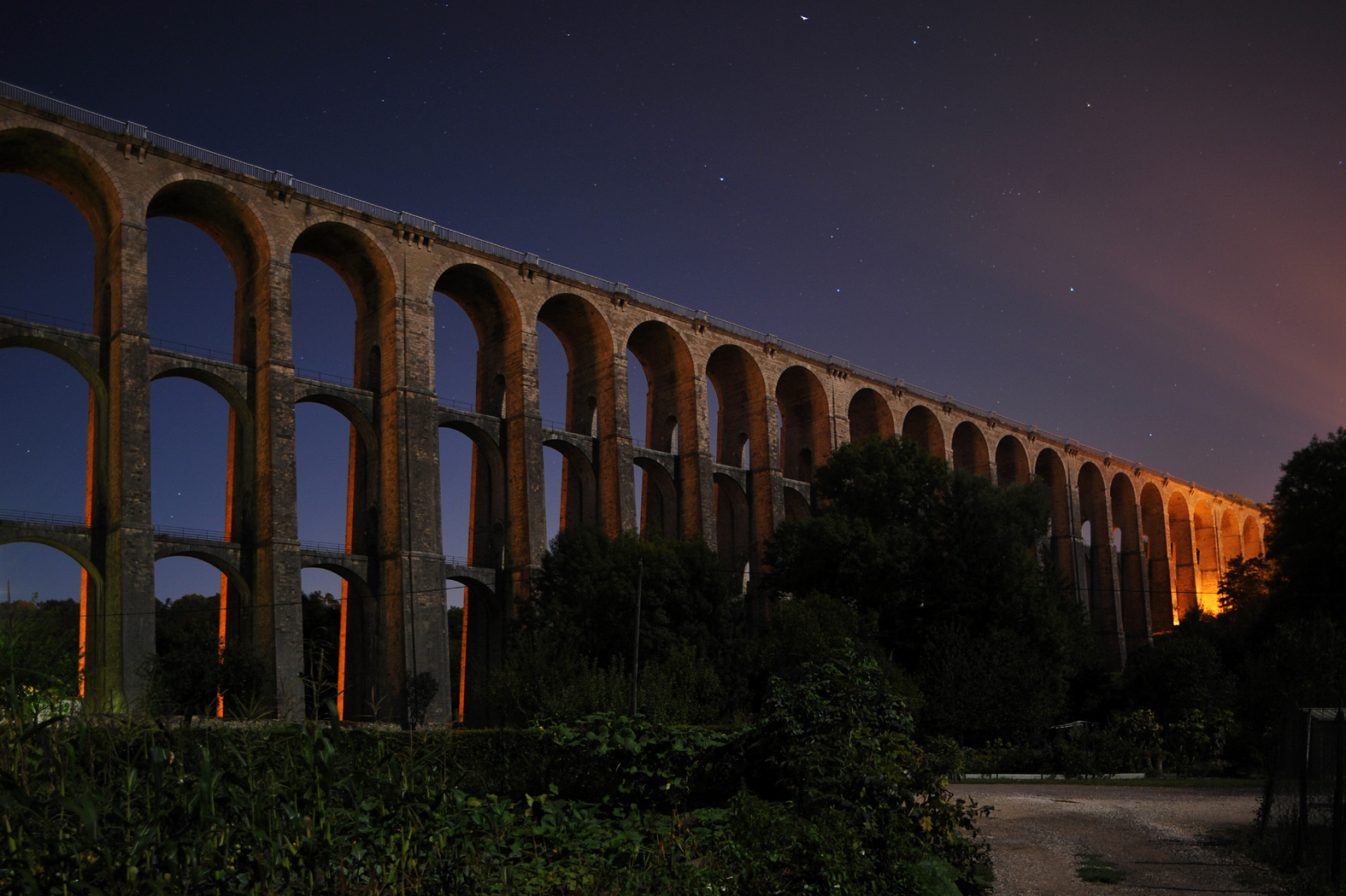
Wiadukt nocą w Chaumont, 2009
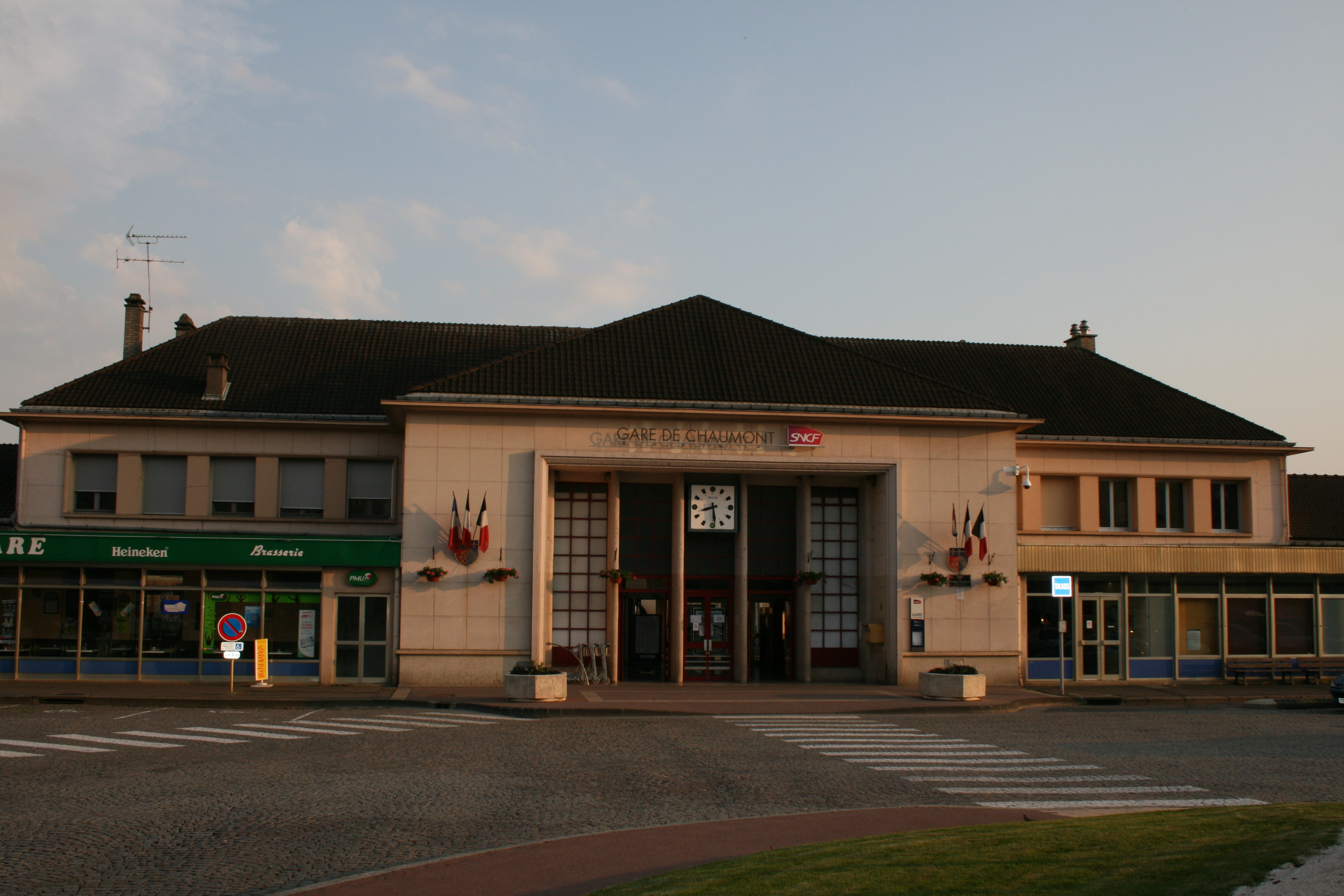
Dworzec kolejowy w Chaumont, 2009
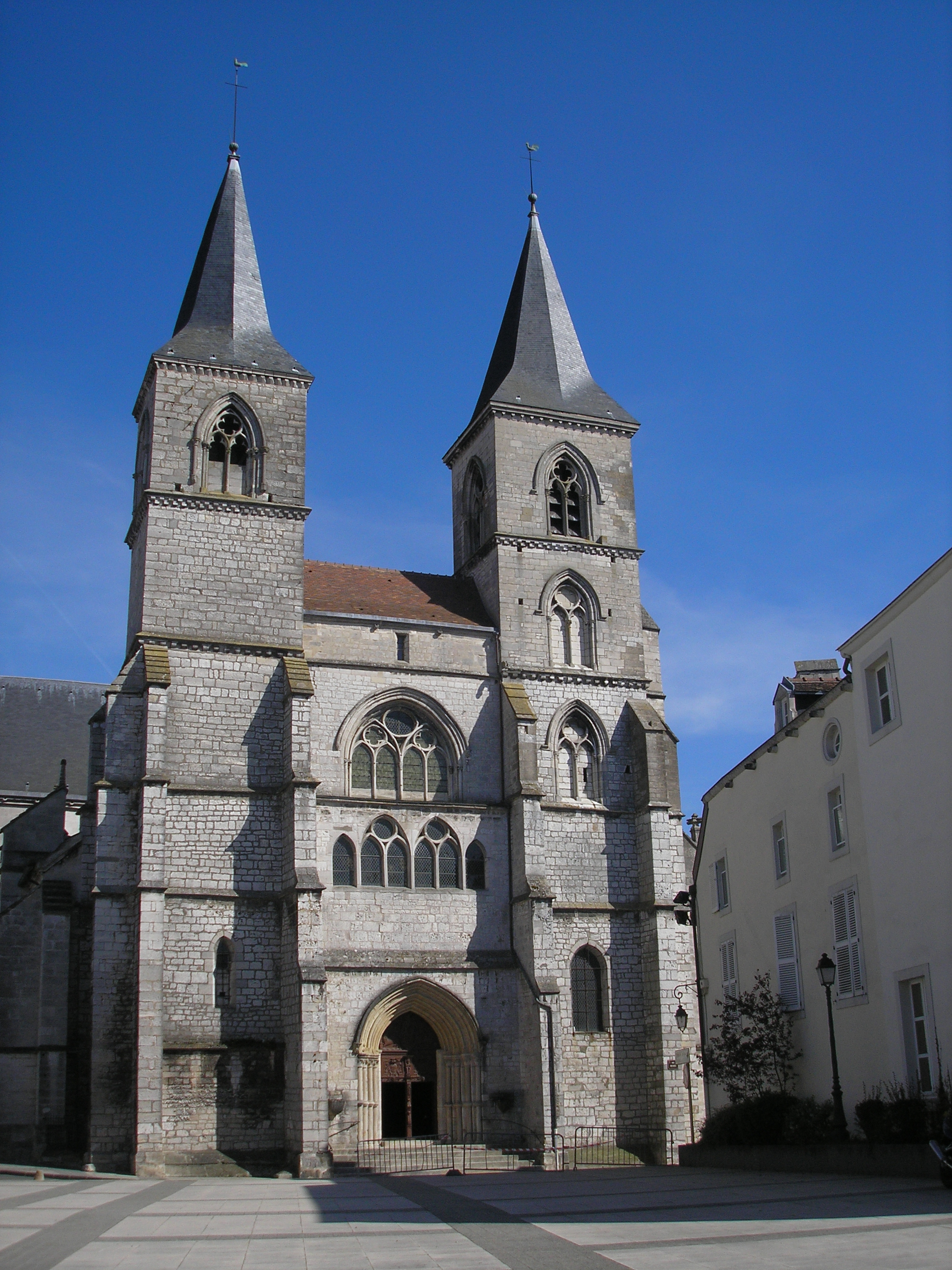
Bazylika św Jana Chrzciciela w Chaumont, 2007
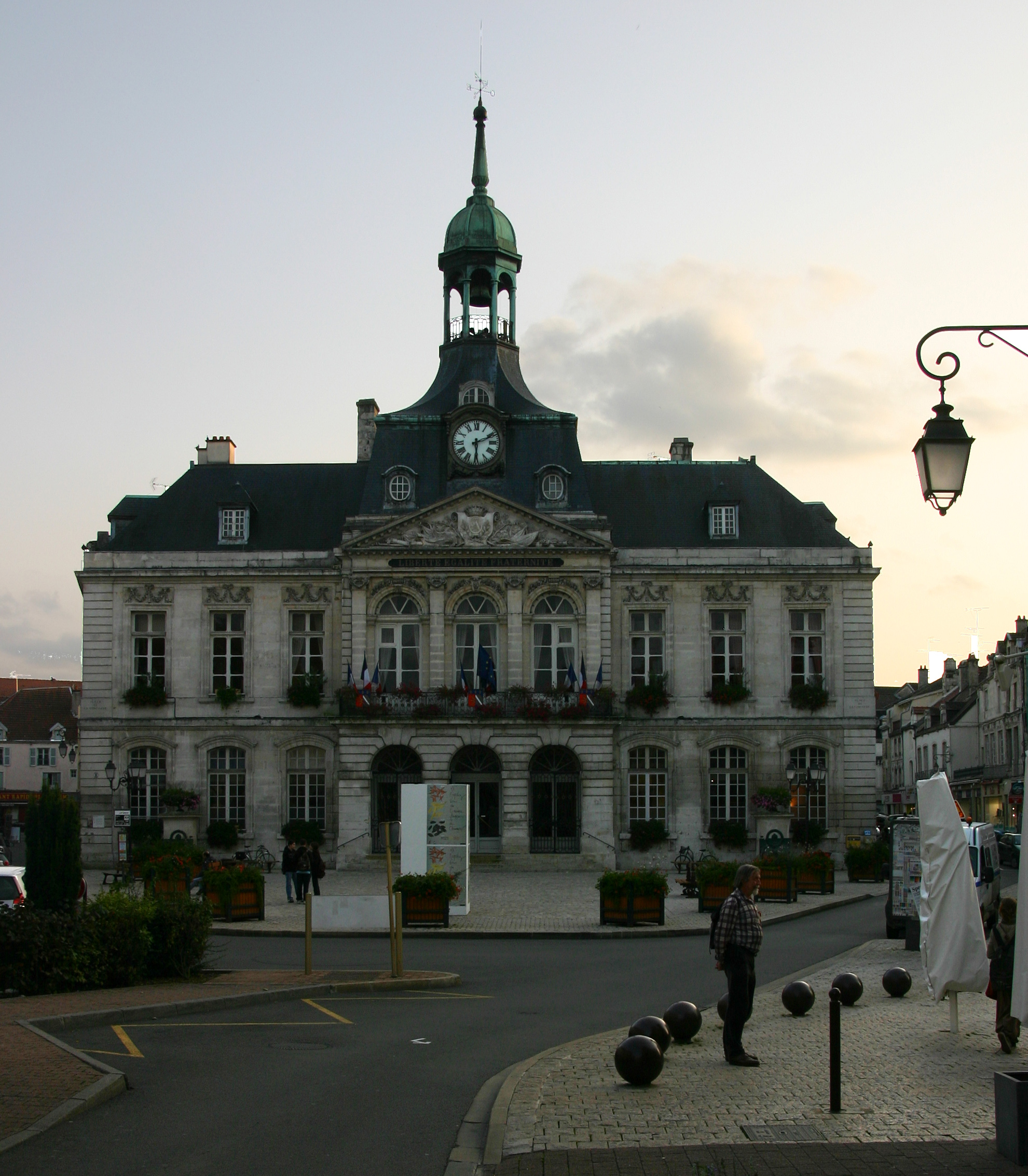
Ratusz w Chaumont, 2008

## Współpraca
Miejscowości partnerskie:
- Ashton-under-Lyne, Wielka Brytania
- Bad Nauheim, Niemcy
- Ivrea, Włochy
- Oostkamp, Belgia
- San, Mali